# Gilberto Carlos Nascimento
Gilberto Carlos Nascimento, brazilski nogometaš in trener, * 14. junij 1966.
Za brazilsko reprezentanco je odigral eno uradno tekmo.